# Afereza (językoznawstwo)
Afereza (z późn. łac. aphaeresis, gr. ἀφαίρεσις aphaíresis „zabranie”) – proces fonetyczny polegający na zaniku głoski lub głosek w nagłosie (na początku wyrazu), np. w języku polskim skra < iskra. Może występować w procesie zapożyczania wyrazów, np. łac. apothēca → hiszp. bodega, łac. ecclesĭa → wł. chiesa (kościół).